# جين وود
جين وود (بالإنجليزية: Gene Wood)‏ هو مذيع ‏ أمريكي، ولد في 20 أكتوبر 1925 في كوينسي في الولايات المتحدة، وتوفي في 21 مايو 2004 في بوسطن في الولايات المتحدة بسبب سرطان الرئة.

## وصلات خارجية
- جين وود على موقع IMDb (الإنجليزية)
- جين وود على موقع قاعدة بيانات الفيلم (الإنجليزية)